# Мяндусельга
Мяндусе́льга или Мя́ндусельга (карел. Mändyselgy) — деревня в Медвежьегорском районе Республики Карелия Российской Федерации. Входит в состав Чёбинского сельского поселения.

## География
Расположена на южном берегу озера Семчозеро, на региональной автодороге 86К-14, к западу от Медвежьегорска.

## История
До упразднения уездно-губернского деления в 1927 году деревня Мяндусельга — волостной центр Мяндусельской волости. Входила в состав Покровского сельского общества, объединявшего населённые пункты, расположенные возле деревень Мяндусельга, Покровское (Кумчезеро), Медвежья гора, на озере Семчезере и на территориях, прилегающих к ним.

## Население
| 2002 | 2010 | 2013 |
| ---- | ---- | ---- |
| 20   | ↘1   | ↘0   |

### Историческая численность населения
Численность населения деревни в 1905 году составляла 105 человек.

## Инфраструктура
Личное подсобное хозяйство с зоной сельскохозяйственного использования, индивидуальная застройка усадебного типа.

## Транспорт
Автобусное сообщение с райцентром. Остановка общественного транспорта «Мяндусельга».